# کندرا ویلکینسون
کندرا ویلکینسون (انگلیسی: Kendra Wilkinson؛ زادهٔ ۱۲ ژوئن ۱۹۸۵) یک مانکن اهل ایالات متحده آمریکا است. وی از سال ۲۰۰۴ میلادی تاکنون مشغول فعالیت بوده‌است.